# Sinfonia n. 2 (Glazunov)
La Sinfonia n. 2 in fa diesis minore, Op. 16 di Aleksandr Konstantinovič Glazunov fu pensata da Glazunov nel 1882, anche se per molto tempo il compositore non iniziò a dare forma alle sue idee. Infatti, Glazunov la scrisse tra l'estate e l'autunno del 1886, e la dedicò alla memoria di Franz Liszt, che era scomparso di recente, e il cui spirito è richiamato nei climax fiammeggianti degli ottoni e nel contegno mefistofelico dello scherzo. Stilisticamente, il lavoro è ben radicato negli ideali nazionalisti rivoluzionari del vecchio mondo di Milij Balakirev e Aleksandr Borodin. La sinfonia fu eseguita la prima volta il 5 novembre 1886, in uno dei Concerti Sinfonici Russi, diretta da Georgij Djutš.